# Юго-Западная область
Ю́го-За́падная (фр. Sud-Ouest) — область на юго-западе Буркина-Фасо.
- Административный центр — город Гауа.
- Площадь — 16 576 км², население — 623 056 человек (2006 год).

Образована в 2001 году. Действующий губернатор — Расмане Уанграва.

## География
На юго-западе граничит с Каскадами, на северо-западе с Верхними Бассейнами, на северо-востоке с Западно-Центральной областью, на востоке с Ганой, на юге с Кот-д’Ивуаром.
Климат в Юго-Западной области — влажный, тропический; ландшафт — саванна.

## Население
Населена преимущественно народностью лоби. Около 60 % жителей исповедует традиционные африканские религии, 25 % — христиане, 15 % — мусульмане.

## Административное деление
В административном отношении область подразделяется на 4 провинции:
| № | Провинция | Адм. центр | Население, чел. (2006) |
| - | --------- | ---------- | ---------------------- |
| 1 | Бугуриба  | Диебугу    | 102 507                |
| 2 | Иоба      | Дано       | 197 186                |
| 3 | Нумбиель  | Батие      | 69 992                 |
| 4 | Пони      | Гава       | 254 371                |

## Экономика
Основное занятие населения — сельское хозяйство.